# Sphyraena barracuda
Sphyraena barracuda Walbaum, 1792, é um peixe pertencente ao grupo dos peixes ósseos conhecido pelo nome comum de barracuda-gigante.
Na sua fase de juventude a barracuda-gigante pode ser encontrada em águas pouco profundas e em cardumes. A medida que vão crescendo, mudam-se para zonas mais expostas, até que, quando atingem cerca de 60 centímetros, separam-se dos cardumes e tornam-se animas solitários e vão para o alto mar.
Este animal pode ser bastante agressivo podendo causar ferimentos graves e por vezes fatais.

## Ficção
Fez uma pequena aparição em Procurando Nemo, uma barracuda-gigante atacava a anêmona onde os peixe-palhaços Marlin e Coral moravam com os seus filhotes.